# Pont Vert (Maroua)
Pont Vert est un quartier de la ville de Maroua, dans la Région de l'extrême Nord, au Cameroun. Il est situé dans la commune de l'arrondissement de Maroua I, subdivision de la communauté urbaine de Maroua.

## Historique
Pont Vert est un quartier créé le 23 avril 2007 par le décret présidentiel.

## Géographie
Le quartier Pont Vert est situé près du quartier Founangué.

## Lieux populaires
Petit marché du Pont Vert.

## Institutions

### Éducation
École publique I et II et maternelle Pont-Vert.